# Порція Вайт
Порція Мей Вайт (24 червня 1911 – 13 лютого 1968) — канадська співачка— контральто, відома тим, що стала першою темношкірою канадською концертуючою співачкою, яка досягла міжнародної слави. Вироставши в церковному хорі свого батька в Галіфаксі, Нова Шотландія, Вайт брала участь у місцевих співочих конкурсах у підлітковому віці, а пізніше навчалася в Музичній консерваторії Галіфакса. У 1941 і 1944 роках вона дебютувала на національному та міжнародному рівнях як співачка, отримавши схвалення критиків за виконання як класичної європейської музики, так і афроамериканських спіричуелс. Пізніше Вайт здійснила турне по Європі, Карибському басейну, Центральній і Південній Америці.
Коли проблеми з вокалом і рак зрештою призвели до її виходу на пенсію в 1952 році, Вайт оселилася в Торонто і згодом навчала молодих канадських музикантів, таких як Лорн Ґрін, Дайна Крісті, Дон Франкс, Роберт Ґуле та Енн Марі Мосс. Одним з останніх великих публічних виступів Вайт був спеціальний виступ для королеви Єлизавети II і принца Філіпа в 1964 році.
Уряд Канади оголосив Вайт особою національного історичного значення. Її початкові прихильники в Новій Шотландії заснували Nova Scotia Talent Trust, присуджуючи щорічні мистецькі стипендії як новим, так і відомим місцевим артистам, а уряд Нової Шотландії продовжує присуджувати щорічну премію Порції Вайт. У 2007 році Музична асоціація Східного узбережжя посмертно нагородила Вайт нагородою за життєві досягнення.

## Молодість і сім'я

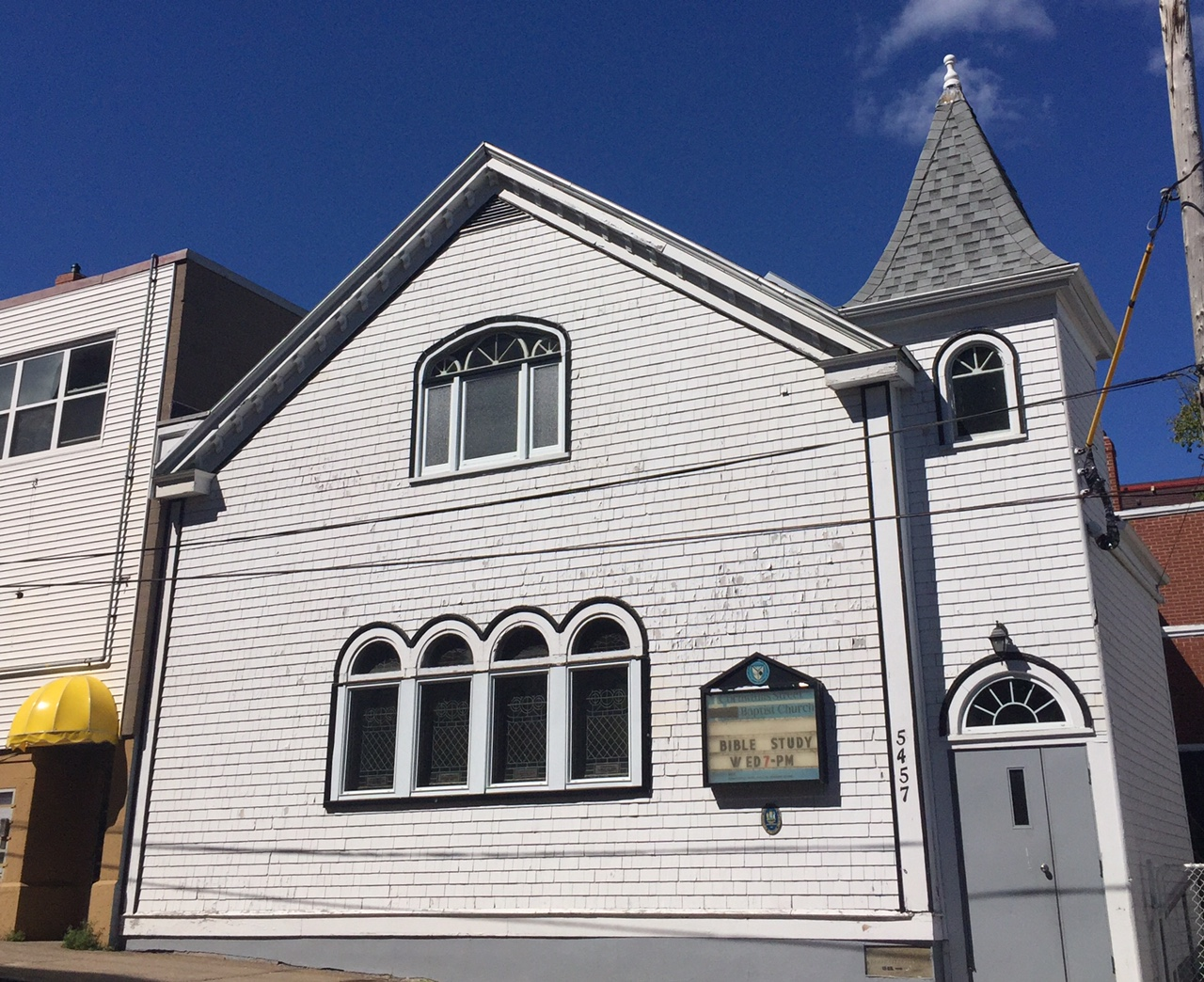
Баптистська церква «Нові горизонти» (колишня баптистська церква на вулиці Корнволліс)

Порція Мей Вайт народилася 24 червня 1911 року в Труро, Нова Шотландія як третя з 13 дітей, у сім'ї Ізі-Дори (Вайт) і Вільяма Ендрю Вайта. Її мати походила з чорних лоялістів у Новій Шотландії, тоді як її батько був сином колишніх рабів з Вірджинії; він самостійно переїхав до Канади. Вільям навчався в Університеті Акадії в Новій Шотландії, ставши згодом першим чорношкірим канадцем, який закінчив Академію зі ступенем доктора богослов'я. Після Першої світової війни сім'я Вайтів переїхала до Галіфакса, а Вільям став служителем баптистської церкви на Корнволліс-стріт.
Багато інших членів сім'ї Порції Вайт продовжували досягти видатних позицій у політичному та культурному житті Канади, включаючи її братів Джека, відомого канадського профспілкового лідера; Білла, першого канадця африканського походження, який балотувався на політичну посаду в Канаді; і Лорна, постійного виконавця телешоу Singalong Jubilee. Вайт також стала тіткою сенатора Дональда Олівера та політичної коментаторки Шейли Вайт.

Порція Вайт почала свою музичну кар'єру у віці шести років як учасниця хору в баптистській церкві Корнволліс-стріт, де її мати також була музичним керівником. Коли Вайт подорослішала, вона стала керівником хору та допомагала у зборі коштів для церкви, співаючи на щотижневому радіошоу свого батька. Пізніше в інтерв'ю Вайт пояснила, що її любов до музики та виступів виникла рано:
Мені ніхто ніколи не казав співати, я народилася співати. Думаю, якби зі мною ніхто ніколи не спілкувався, я б не змогла спілкуватися інакше, як співом. Я завжди бачили у своїх снах, як я вклоняюся публіці, співаю перед людьми і походжаю сценою, будучи маленькою дівчинкою:269.
Будучи підлітком, Вайт взяла участь у місцевому конкурсі вокалістів зі своєю сестрою Джун; пара виконувала арію з опери Доніцетті «Лючія ді Ламмермур» . Вони отримали першу премію. Незважаючи на те, що Вайт хотіла продовжити кар'єру співачки, вона не могла дозволити собі професійне навчання в той час.
Вайт вступила до університету Далгаузі в 1929 році, навчаючись на вчительку. З початку 1930-х років вона викладала в Афріквіллі та Лукасвіллі, двох невеликих громадах Галіфакса, які складалися переважно з чорношкірих жителів Нової Шотландії, і в цей час Вайт нарешті змогла почати платити за уроки вокалу. Вона регулярно брала участь у музичному фестивалі в Галіфаксі, вигравши срібний кубок Гелен Кеннеді в 1935, 1937 і 1938 роках, доки організатори фестивалю нарешті не вирішили нагородити її кубком назавжди.
У 1939 році Вайт отримала стипендію для продовження музичного навчання в Музичній консерваторії Галіфакса з відомим італійським баритоном Ернесто Вінчі, і Вінчі навчав її використовувати вокальний стиль бельканто. Невдовзі Вайт дала свій перший офіційний сольний концерт, а після початку Другої світової війни вона продовжила співати на концертах і радіошоу. Вона отримала нагороди на провінційних музичних фестивалях, а в середині 1941 року вона зустріла Едіт Рід, запрошену директорку школи в Торонто, яка запропонувала організувати для Вайт нові можливості для виступів.

## Співоча кар'єра та подальше життя

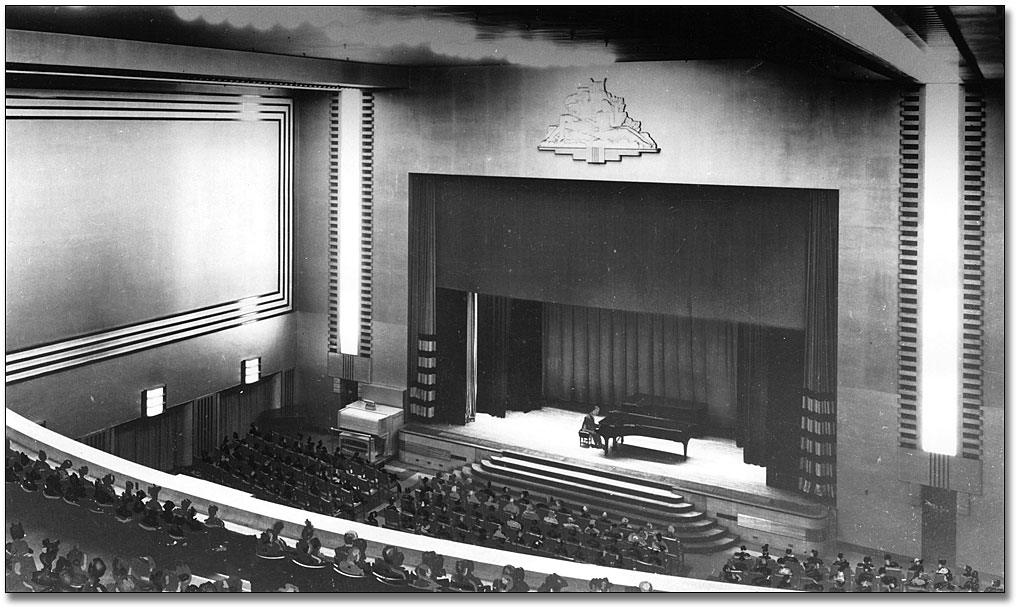
Аудиторія Eaton, бл. 1945 року

У листопаді 1941 року за підтримки Рід 30-річна Вайт дебютувала як співачка в Торонто в Eaton Auditorium. Публіка прихильно сприйняла її, навіть наступного дня після її виступу від Oxford University Press отримала пропозицію щодо управління кар'єрою. Незважаючи на те, що вона зіткнулася з расизмом, коли шукала нові замовлення на виступи, Вайт згодом гастролювала по Канаді, виступаючи з концертами в таких місцях, як резиденція генерал-губернатора Рідо-Голл.

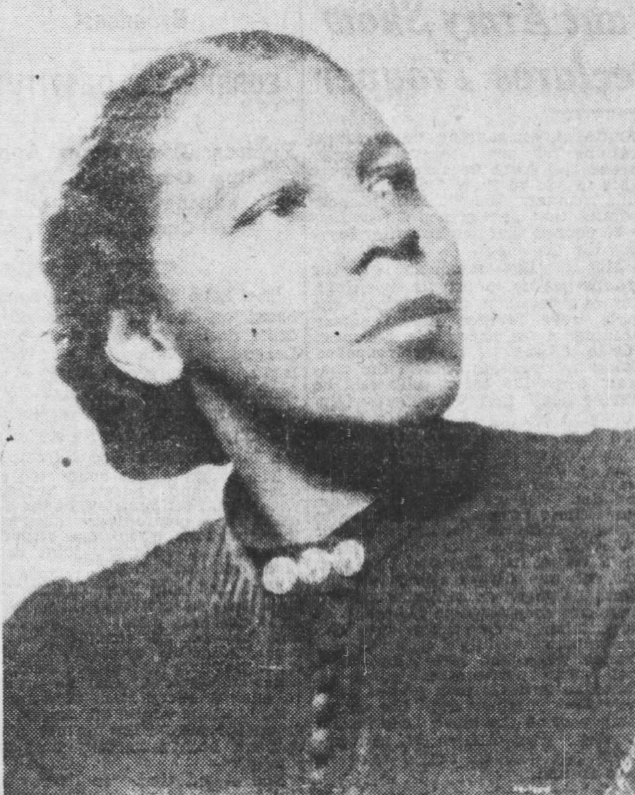
Порція Вайт, бл. 1945 року

Вайт співала як класичну європейську музику, так і афроамериканські спіричуели, а твори Гаррі Т. Берлі були постійною частиною її концертного репертуару. Поряд з англійськими творами вона виконувала музику італійською, німецькою, французькою та іспанською мовами, а триоктавний діапазон Вайт викликав схвалення критиків. У рецензії Гектора Чарльзворта в The Globe and Mail відзначено «гострий вираз і красу артикуляції» Вайт, тоді як критик із Toronto Evening Telegram сказав, що у неї «барвисте та гарно відтінене контральто». . . . Це природний голос, дар небес". Вайт порівнювали з відомою американською співачкою-контральто Маріан Андерсон.
Після прослуховування у генерального менеджера Метрополітен-опери Едварда Джонсона Вайт дебютувала на міжнародному рівні в Нью-Йорку в 1944 році, ставши першою канадкою, яка виступала в Нью-Йоркській міській залі. «Нью-Йорк Таймс» повідомила про її виступ як «чудовий», а Пол Боулз з «Нью-Йорк Геральд Триб'юн» написав, що «Вайт, контральто, показала публіці … що вона не тільки володіє чудовим вокальним інструментом, але також має достатньо музичних здібностей і розуму, щоб робити з ним те, що вона хоче».
Вайт продовжувала співати на багатьох інших концертах по Сполучених Штатах. Провінція Нова Шотландія та місто Галіфакс надали нову фінансову підтримку для висхідної зірки, купивши накидку з білої лисиці, яку Вайт одягала на виступи. У 1945 році вона підписала контракт з артистичним агентством Columbia Concerts Incorporated. У 1946 році відбувся тримісячний тур Центральною та Південною Америкою та Карибським басейном, а в 1948 році вона співала у Франції та Швейцарії Вайт була першою темношкірою канадською співачкою, яка здобула таку міжнародну популярність.
Вокальні проблеми, виснажливий розклад виступів і остаточний діагноз раку молочної залози згодом сприяли тому, що Вайт передчасно покинула публічний спів у 1952 році, оселившись у Торонто, де навчалася у сопрано Джини Сігна та Ірен Джесснер у Королівська консерваторія музики. Будучи викладачкою вокалу, Вайт також продовжувала викладати деяким перспективним музичним талантам Канади, а серед її учнів були співаки Лорн Ґрін, Діна Крісті, Дон Франкс, Роберт Ґуле, Енн Марі Мосс та Джудіт Лендер. Вайт з'явилася в Галіфаксі для кількох рідкісних виступів протягом 50-х років; хоча вона оголосила про свій намір відновити повну кар'єру співачки, її повернення до концертної діяльності так і не відбулося. У 1964 році вона співала в командному виступі для королеви Єлизавети II і принца Філіпа на відкритті Центру мистецтв Конфедерації в Шарлоттауні, Острів Принца Едварда . Це був один з останніх її великих концертів.
Вайт померла в Торонто 13 лютого 1968 року у віці 56 років.

## Спадщина і почесті

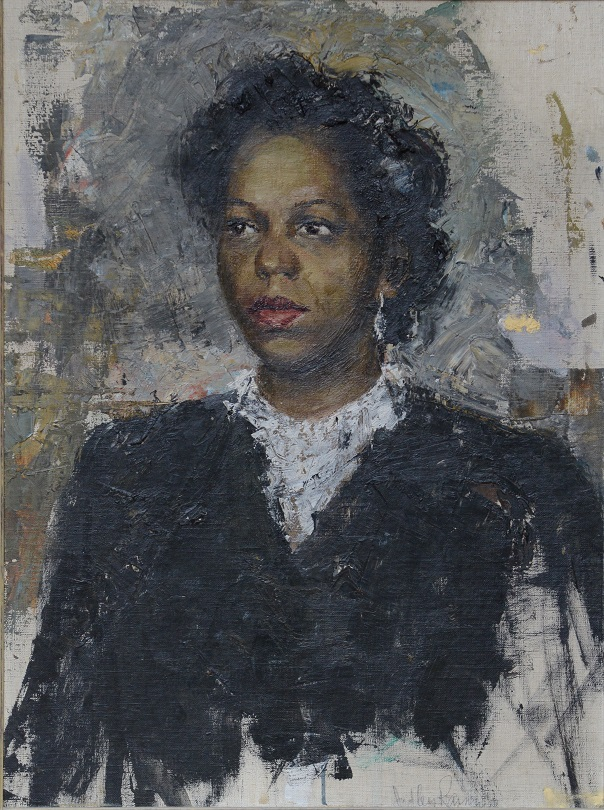
Портрет Порції Вайт роботи Гедлі Рейні на виставці в Будинку уряду, Нова Шотландія

У 1944 році прихильники Вайт у Новій Шотландії заснували Nova Scotia Talent Trust, щоб надати їй фінансову допомогу для її кар'єри співачки. Траст продовжив установлювати щорічні стипендії для інших артистів Нової Шотландії і продовжує присуджувати нагороду Порції Вайт артистам, які демонструють «виняткову відданість і потенціал у вокалі». Уряд провінції Нова Шотландія також присуджує премію Порції Вайт за «культурні та мистецькі досягнення», а перша премія Порції Вайт у 1998 році була присуджена новошотландському поету Джорджу Елліотту Кларку, двоюрідному племіннику Вайт.
Уряд Канади оголосив Вайт особою національного історичного значення, і вона була представлена в спеціальному випуску поштових марок Тисячоліття, присвячених досягненням Канади. У 2007 році на церемонії вручення музичної премії East Coast Music Awards Вайт була посмертно нагородженою премією доктора Гелен Крейтон за життєві досягнення. Її іменем названі квартал Порція-Вайт-Корт в Галіфаксі, а також атріум Порції Вайт у середній школі Цитадель. У 2017 році молодіжна премія Порції Вайт була заснована в рамках African Nova Scotian Music Awards.
Вайт була персонажем п'єси Ленса Вулвера "Порція Вайт: спочатку ти мрієш " (також відомої просто як «Порція»), документального фільму Сільвії Гамільтон «Порція Вайт: Думай про мене» та книги Джорджа Елліотта Кларка «Порція Вайт».
Портрет Вайт роботи Гедлі Рейні постійно виставляється в Будинку уряду в Новій Шотландії на честь її внеску в мистецтво.

## Дискографія
- - Think on Me (1968, White House Records) WH-6901[28]
  - Great Voices of Canada, Vol 5. White et al. Analekta AN 2 7806[28]
  - First You Dream (1999. C. White) W001-2[28]
  - Library and Archives Canada also holds audio recordings of White's live performances.[28]

## Подальше читання
- Aitken, Margaret (8 квітня 1944). Portia White, the new Canadian star of the concert stage. Saturday Night.
- Clarke, George Elliot. 2019. Portia White: A Portrait in Words. Halifax: Nimbus Publishing. ISBN 9781771086974
- Gauthier, Natasha. 2020. «Where is BLACK OPERA in Canada.» Opera Canada 6, no. 2 (Winter): 65–68.
- Geller, Vincent (September 1986). I, too, am Nova Scotia. Performing Arts in Canada. 23.
- Goodall, Lian. 2008. Singing Towards the Future: The Story of Portia White. Toronto: Dundurn Press. ISBN 9781894917551
- Hamilton, Sylvia D. 2004. «A Daughter's Journey.» Canadian Woman Studies 23, no. 2. (Winter): 6–12.
- Hamilton, Sylvia D. 2009. «Searching for Portia White.» In Rain/Drizzle/Fog: Film and Television in Atlantic Canada, edited by Darrell Varga, 259—287. Calgary: University of Calgary Press.
- White, Jay (1995). Portia White's spiritual winter. Collections of the Royal Nova Scotia Historical Society. 44.